# 華南
華南（かなん、簡体字中国語: 华南、拼音: Huánán）とは、中国南部を指す。
最も広義には淮河以南を指し、狭義では広東省・海南省・広西チワン族自治区の3省区（南嶺山脈の南、嶺南地方）を指す。また広東省・海南省・福建省の3省と、結びつきの強い香港・マカオを総称して、華南経済圏と呼ぶことがある。なお、第二次世界大戦頃まで日本では同地域を南支、南支那などの名称で呼んでいた。

## 歴史
基本的に古代中国の中心は広義の華南にあり、長く遊牧騎馬民族の支配域になっていた華北と異なり、漢民族国家が統治していた時代が長い。淮河のさらに南、長江以南を江南（中国語版、英語版）と呼ぶことも多い。
| 中華民国の地方区分を表した図 (水色の部分が華南) |  | 華南地区の都市 |
| 中華民国の地方区分を表した図 (水色の部分が華南) |  | 華南地区の都市 |

現在の東南アジアと主に境界を接しているが、こちらは華北が接している遊牧騎馬民族に比べて軍事力で劣っていたため、中華王朝が侵入し支配下におさめることはあっても、その逆はほとんどなかった。
華南は後漢末から開発が進み、宋代の10世紀末にチャンパ王国から占城稲が導入され二期作が行われるようになってから生産力が向上した。北宋から南宋にかけては、長江下流の蘇湖または江浙が実れば中国全土の食料が足りるという意味で、「蘇湖（江浙）熟すれば天下足る」と言われたものだった。
近代には欧州列強の資本が利権を獲得するようになった。ラッセル商会、インドシナ銀行・香上銀行、ケーブル・アンド・ワイヤレスが順に進出してきた。
1920 - 1930年代の調査によると、全農地・農家において、小作地・借地農家の占める割合は、華北においては15 %前後と自作農家が主流であったのに対し、華南では70 %以上に達し、少数の地主が独占し、農民間の格差が大きかった。
1978年から始まった改革開放の政策の一環として経済特区が設けられた。1997年7月1日香港返還。1999年12月20日マカオ返還。以後、台湾との三通が進んだ。2014年に香港で選挙制をめぐるデモが、台湾側でひまわり学生運動がそれぞれ起きた。いずれも劇場型（ポピュリズム）報道がなされたのみで、国際社会における位置づけは明確でない。

## 該当する一級行政区画
- 広東省
- 広西チワン族自治区
- 海南省